# Microregione di Telêmaco Borba
Telêmaco Borba è una microregione del Paraná in Brasile, appartenente alla mesoregione di Centro Oriental Paranaense.

## Comuni
È suddivisa in 6 comuni:
- Imbaú
- Ortigueira
- Reserva
- Telêmaco Borba
- Tibagi
- Ventania